# Europan
Europan, Europe Programme Architecture Nouvelle, är en europeisk sammanslutning med medlemmar från bygg- och arkitektbranschen som verkar för att lyfta fram unga arkitekter. Europansamarbetet upprättades 1988 och har idag 21 länder representerade. Målsättningen med Europan är att stärka och synliggöra betydelsen av en god arkitektur och stadsplanering. Något verksamheten gör genom främja unga arkitekters och stadsplanerares möjligheter att generera kunskap och nytänkande inom området, både i ett nationellt och internationellt perspektiv.  

## Tävlingen
Verksamhetens redskap är den internationella tävlingen dit kommuner eller organisationer ger förslag på tomter som man önskar få belysta. Tävlingen sker vartannat år och är central för att generera idéer, nytänkande, processer och innovationer. Här välkomnas arkitekter under 40 år att lämna tävlingsbidrag till de utvalda tomterna. Tävlingen är idag den största återkommande arkitekttävlingen i Europa. 
Förutom den specifika tomtens förutsättningar kopplas tävlingen till ett övergripande tema relaterat till en aktuell samhällsutmaning. Tävlingen sker samtidigt i de europeiska länderna och resultatet diskuteras på en Europeisk konferens, ett forum, där tävlingsförslagen utforskas och sätts i ett större sammanhang. Det samlade resultatet utgör därmed ett kunskapsunderlag för hur arkitektur och stadsbyggande kan bidra till att lösa aktuella utmaningar och visar därmed hur kunskap kan omsättas i konkreta projekt som lokalt svarar på aktuella utmaningar.
Tävlingen riktar sig till två huvudsakliga målgrupper. Dels politiker och tjänstepersoner på alla nivåer, fokus är dock på kommunal nivå där kunskapen kan göra direkt nytta inom en rimlig tid.
Dels unga arkitekter som genom tävlingen får möjlighet att synas, utveckla egna idéer och synliggöra dem i ett internationellt perspektiv. Vinnande förslag får utöver prissumma möjlighet att arbeta vidare med kommunen och i förlängningen ger det en möjlighet att etablera egen verksamhet. Tävlingen som pågått sedan 1980-talet har spelat en avgörande roll för etableringen av flera svenska arkitektkontor.
Deltagande kommuner/tomter får genom processen en bred belysning av sin frågeställning i ett nationellt och europeiskt perspektiv och en samlad idékatalog. Deltagandet i den nationella och europeiska processen ger möjlighet till att få perspektiv på sin fråga och bygga nätverk, exempelvis med kommuner inom Sverige och i Europa, med liknande utmaningar.

## Europandagen
Europandagen är en årligt återkommande nationell konferens och har i förhållande till tävlingens tvåårscykel två profiler.
”Lanseringsåret” då tävlingen lanseras, presenteras aktuellt tema och kommunerna presenterar sina tävlingstomter. Spaningen kring temat presenteras, förklaras och perspektiveras av ex föreläsare från akademin och kommunerna. Implementeringsprocesser från tidigare tävlingsomgångar presenteras för inspiration och kunskapsutbyte.
”Resultatåret” då tävlingen är avgjord, vinnare premieras och resultatkatalogen presenteras. Juryn beskriver sin process och vad man sett, kunskapen från den europeiska konferensen redovisas. Europandagen förmedlar därmed kunskap och resultat som är en bra nulägesbeskrivning av var tävlingens temafrågor står.

Europan Sverige är en del av Europan Europa och samarbetar med Sveriges Arkitekter och ArkDes. Europan Europa är partner i New European Bauhaus. 